# Copella
Copella es un género de peces de la familia Lebiasinidae en el orden de los Characiformes.

## Especies
Las especies de este género son:
- Copella arnoldi (Regan, 1912)
- Copella carsevennensis (Regan, 1912)
- Copella compta (Myers, 1927)
- Copella eigenmanni (Regan, 1912)
- Copella meinkeni Zarske & Géry, 2006
- Copella metae (Eigenmann, 1914)
- Copella nattereri (Steindachner, 1876)
- Copella nigrofasciata (Meinken, 1952)
- Copella vilmae Géry, 1963